# Paul Camus
Pour les articles homonymes, voir Camus.
Paul Isidore Étienne Camus, né le 21 août 1874 à Madonne-et-Lamerey (Vosges) et mort en 1938 à Saint-Martial (Ardèche), est un militaire français.

## Biographie
Paul Camus, fils unique, vient jeune à Aubenas en Ardèche, à l’occasion de la nomination de son père comme ingénieur général de l’administration des Eaux et Forêts sise dans cette ville.
Il fait ses études au collège des frères maristes à Aubenas. Bachelier ès sciences le 23 juillet 1890 (Faculté des Sciences de Montpellier), à l’âge de 16 ans, il monte à Paris pour préparer le concours de l’École polytechnique au collège Stanislas. Il intégrera brillamment cette école prestigieuse. Il en sortira diplômé en 1894, à 20 ans, et poursuivra sa carrière militaire à l’école d’Application de l’Artillerie et du Génie de Fontainebleau. Il est apprécié de sa hiérarchie, malgré une aptitude moyenne pour monter les chevaux : « Sérieux, consciencieux ; cavalier passable... »
Son père, étant ingénieur général des Eaux et Forêts et ayant la charge de toutes les forêts domaniales de l’Ardèche, se rend régulièrement dans la forêt de Bonnefoy et sur la commune de Saint-Martial. C’est ainsi qu’il fera connaissance du maire de cette commune, Joseph-Louis, dit Aimé, Haond-Duclaux, notaire et propriétaire de domaines forestiers avec lequel il nouera des relations amicales.
C’est ainsi que Paul Camus rencontrera et s’éprendra de la fille unique de la famille : Marie Augustine Joséphine Antoinette Haond-Duclaux (née le 28 novembre 1877 au Monastier – Haute-Loire) le 15 novembre 1899, alors qu’il est lieutenant au 19e régiment d’artillerie à Nîmes, où il a été nommé le 1er octobre 1898. Il sera ensuite nommé lieutenant au 12e régiment d’artillerie à Hussein Dey (Algérie). Il y fera campagne du 27 janvier 1900 au 24 février 1901, et son épouse Marie l’accompagnera durant son séjour en Algérie. À son retour en métropole, il est nommé lieutenant au 5e régiment d’artillerie à Épinal, et retrouve son cher département des Vosges.
Sa brillante carrière dans l’armée connaîtra un coup d’arrêt en 1905 lorsque, à la mort brutale de son beau-père Joseph-Louis Haond-Duclaux, il demande un congé sans solde de trois ans. Pendant cette période, il va s’occuper de régler la succession de son beau-père, la cession de l’étude de notaire, et prendre en charge l’administration du domaine Haond-Duclaux à Saint-Martial. À l’issue de ce congé de trois ans, il donne sa démission de l’armée et entre dans la réserve. Il s’installe à Paris où il va s’engager professionnellement dans la vie des affaires, tout en conservant le contact avec Saint-Martial.
Le conflit de 1914-1918 le voit reprendre du service dans l’armée au grade de capitaine d’artillerie. De 1914 à juin 1916, il servira sur le front, en Champagne, dans les Vosges, dans l’Oise et le Pas-de-Calais. Il est très bien noté dans ces fonctions : « officier de valeur, commande à la perfection sa section ; dévoué, consciencieux ». Il sera ensuite nommé à Rouen comme directeur de l’instruction du parc d’artillerie, avant d’exercer les mêmes fonctions au parc d’artillerie de Vincennes où il sera démobilisé.
Il est nommé chevalier de la Légion d'honneur par décret du 10 novembre 1920, comme capitaine au parc d’Artillerie de Vincennes.
À la fin de la guerre de 1914-1918, Paul Camus se plonge dans les archives et se prend de passion pour son pays d’adoption. Il va ainsi décider de se lancer dans la rédaction de l’ouvrage de sa vie Saint-Martial en Boutières et la seigneurie de Fourchades. Il partage alors son temps entre Paris, Aubenas, et Saint-Martial en Ardèche.
Son attachement au village de Saint-Martial le conduit à s’investir dans la vie publique, et il se fait élire pour la première fois au conseil municipal de Saint-Martial. Sa liste ayant obtenu le même nombre de voix que celle de son rival, M. Blanc, ce dernier sera élu au bénéfice de l’âge.
Il deviendra maire de la commune aux élections suivantes, en 1935, mandat qu’il exercera jusqu’à sa mort.
Auparavant, il est élu en 1931 conseiller général du canton de Saint-Martin-de-Valamas, en remplacement de Hyacinthe de Gailhard-Bancel. Il sera brillamment réélu en 1936 et prendra la présidence de la commission départementale. Il sera également président du syndicat d’initiative de son canton d'élection. Il mettra toute son énergie dans son développement, prêtant notamment beaucoup d’attention aux voies de communication, ainsi qu’aux activités touristiques. C’est ainsi qu’il participera le 7 août 1932 à l’inauguration de la route reliant Saint-Martial au mont Gerbier-de-Jonc, recueillant ainsi les fruits d’un projet lui tenant particulièrement à cœur.
Sa dernière apparition publique sera pour le congrès de l’UNC à Lamastre, le dimanche précédant son décès. Il décède brutalement d’une embolie le lundi 4 juillet 1938 à l’âge de 64 ans, étant commandant d’artillerie de réserve, maire de Saint-Martial et conseiller général de l’Ardèche.

## Œuvres
- Saint-Martial en Boutières et la seigneurie de Fourchades
  - Tome I, 1927
  - Tome II, 1929
  - Tome III, 1935
  - Tome IV, 1939. Prix Mazon attribué en janvier 1939 par l’Académie du Vivarais (Jean Régné étant secrétaire perpétuel)
  - Tome V, 1943. Prix Mazon attribué ex-aequo à L’Histoire de Privas de Reynier
- Un prieur vivarois au XVIIe siècle – Louis de Tautilhac, Revue du Vivarais, 1936
- Le Grand Chanéac